# المجلة التونسية للعلوم الاجتماعية
المجلة التونسية للعلوم الاجتماعية (بالفرنسية: Revue tunisienne de sciences sociales)‏ وتعرف عالميا باختصار Rev Tunis Sci Soc، هي مجلة علمية محكمة تونسية نصف سنوية أسست سنة 1964 في تونس العاصمة، وتهتم أساسا بالعلوم الاجتماعية. تصدر بالفرنسية.

مركز الدراسات والبحوث الاقتصادية والاجتماعية بتونس هو المكلف بنشر هذه المجلة.

المجلة التونسية للعلوم الاجتماعية هي دورية مصنفة في الفهرس الطبي (Index Medicus)، المعرف الخاص بها (NLM ID) هو 0057026.

## مقالات ذات صلة
- قائمة مجلات علم الاجتماع

## روابط خارجية
- الموقع الرسمي.